# Beverly Hills (TV-serie)
Beverly Hills (engelska: Beverly Hills 90210) är en amerikansk TV-serie som började spelas in 1990 och sändes fram till år 2000. Serien hade svensk premiär i TV4 1991 och har därefter även sänts i TV3 och senare även i TV 400.
Serien handlar om familjen Walsh som flyttar till Beverly Hills i Kalifornien. Ungdomarna i familjen, Brenda och Brandon Walsh, börjar high school där och blir vänner med en grupp ungdomar. De har som så många andra ungdomar både små och stora problem.
2008 kom också den nya, fristående fortsättningen, TV-serien 90210.
Svenska The Cardigans har varit med i ett avsnitt, "Graduation Day: Part 2" (avsnitt 32, säsong 7), där de framför låtarna Lovefool och Been It.
Även svenska Neo Cartoon Lover framför låten "Not 4 you" under namnet "Doesn't Belong" avsnitt "Season 3, Episode 4: "The Bachelors"
Siffrorna 90210 är helt enkelt en "ZIP-kod" – ett postnummer – i Beverly Hills. De slopades i den svenska titeln.

## Huvudroller

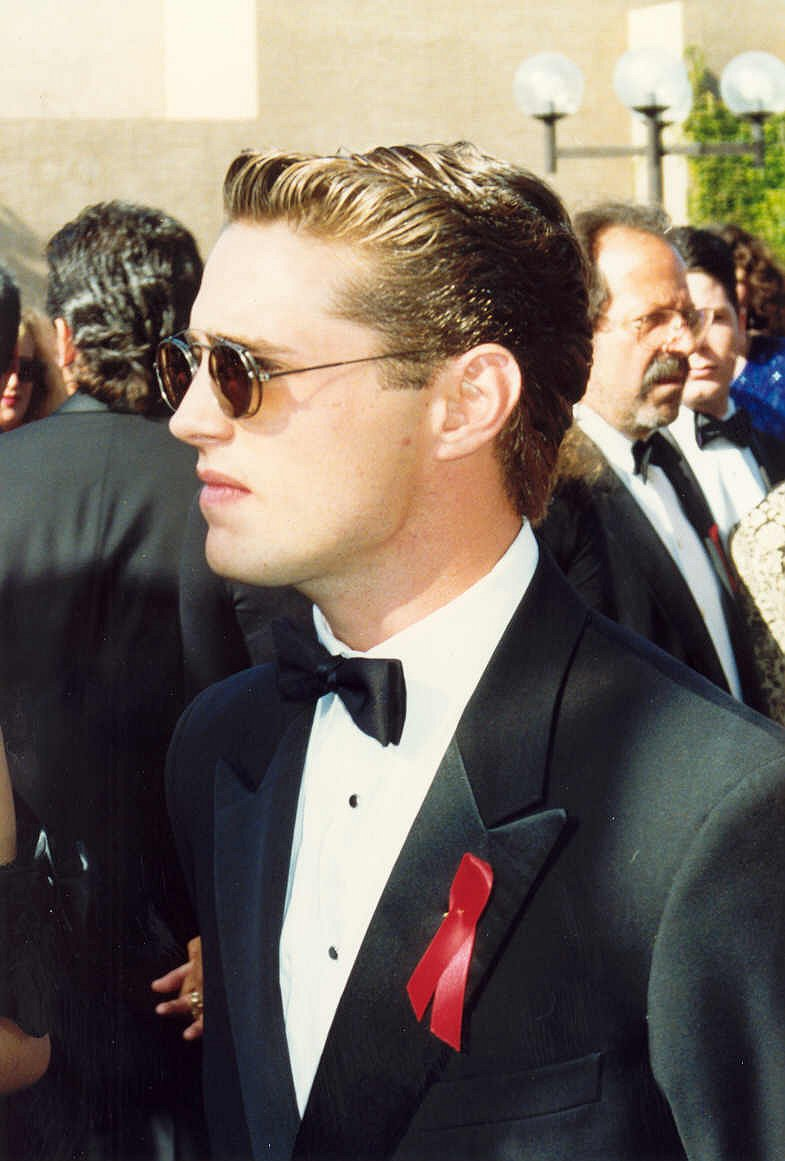
Brandon

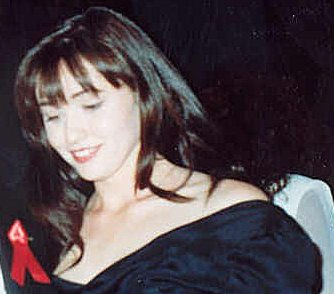
Brenda

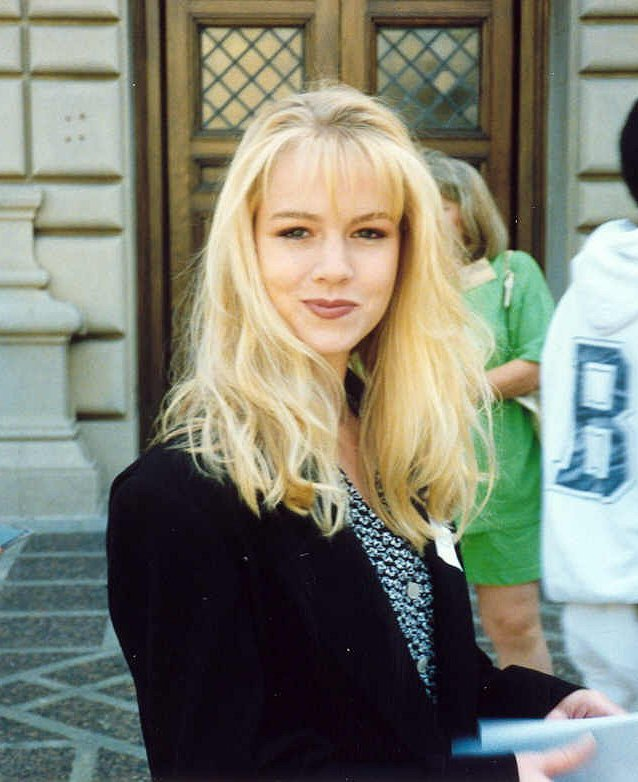
Kelly

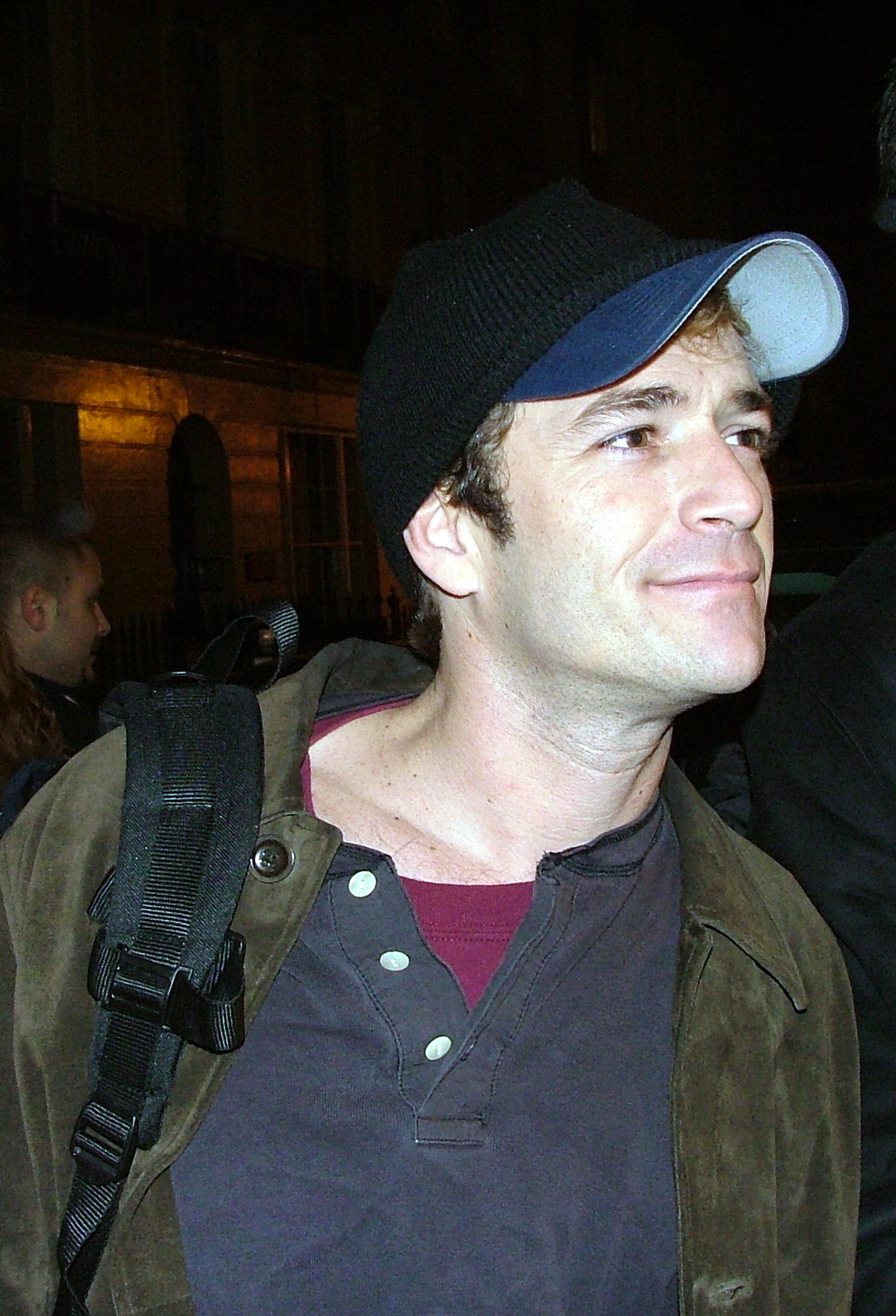
Dylan

- Jason Priestley - Brandon Walsh (1990-1998) Han flyttar till Beverly Hills med sin familj i början av serien. Han är Brendas tvillingbror och blir mycket god vän med Steve, Dylan och Andrea. I säsong 5 blir han tillsammans/förlovad med Kelly.
- Shannen Doherty - Brenda Walsh (1990-1994) flyttar till Beverly Hills i början av serien, precis som Brandon. Hon är Brandons tvillingsyster och blir bästa vän med Kelly och Donna. Blir tillsammans med Dylan. Det händer en del intriger som gör att hon lämnar serien i sista avsnittet i säsong 4 för att åka till London och gå på en teaterskola.
- Jennie Garth - Kelly Taylor (1990-2000) En av de populäraste tjejerna på skolan. Gjorde slut med Steve efter att de varit tillsammans i ett år. I början av serien hade hon gjort en näsoperation. Blir också tillsammans med Dylan. Blir även tillsammans med Brandon senare.
- Tori Spelling - Donna Martin (1990-2000) Bästa kompis till både Kelly och Brenda. Blir tillsammans med David Silver. Hon är religiös precis som sina föräldrar så hon väljer att vänta med samlag tills efter äktenskapet.
- Ian Ziering - Steve Sanders (1990-2000) Tidigare tillsammans med Kelly. Han är son till en skådespelerska och är även adopterad. Något av en rikemansson. Blir bästa kompis med Brandon och Dylan. Är inte den smartaste och gör gärna sådant man inte borde för att få högre betyg än han förtjänar. Blir tillsammans med Clare men gifter sig till slut med Janet som han får en dotter tillsammans med.
- Luke Perry - Dylan McKay (1990-1995, 1998-2000) En riktig badboy. Han blir bästa vän med Brandon och Steve. Blir tillsammans med Brenda och sedan Kelly. Han gifter sig med Antonia Marchette, dotter till mannen som "dödade" hans pappa. Tonis pappa försöker döda Dylan men råkar döda Toni istället, Dylan blir helt förstörd och lämnar sedan Beverly Hills (och även serien). Han åker då till Brenda i London.
- Brian Austin Green - David Silver (1990-2000) Är en "nörd" (och ett år yngre än de andra) i skolan, men till slut lyckas han bli en i gänget. Blir tillsammans med Donna. Hade även en kortare romans med Valeire Malone.
- Gabrielle Carteris - Andrea Zuckerman/Vasquez (1990-1995) Blir bästa kompis med Brandon. Har inga tidigare kompisar och är en väldigt duktig elev i skolan, skolan är större delen av hennes liv. Blir även kär i Brandon i high school men i college träffar hon Jesse som hon gifter sig och får barn med.
- Carol Potter - Cindy Walsh (1990-1995) Är Brandons och Brendas mamma.
- James Eckhouse - Jim Walsh (1990-1995) Är Brandons och Brendas pappa.
- Joe E. Tata - Nathaniel "Nath" Bussichio (1990-2000) Är en väldigt snäll man. Jobbar på restaurangen The Peach Pit och blir väldigt nära alla i gruppen.
- Tiffani Thiessen - Valerie Malone (1994-1998) Barndomskompis med Brandon och Brenda. När Brenda åkt till London kommer hon och bor i Brendas rum. Hon är en tjej med mycket onda planer. Men bättrar sig mot slutet
- Douglas Emerson - Scott Scanlon (1990-1991) Han är bästa kompis med David och dör i början av säsong 2.
- Kathleen Robertson - Clare Arnold - (1994-1997) Blir först tillsammans med David och sedan med Steve. Flyttar utomlands för att träffa sin far.
- Jamie Walters - Ray Pruit (1994-1996) Musikern som blir tillsammans med Donna. Framställs som rätt osympatisk (hade t.o.m. misshandlat Donna) och brokigt förflutet.
- Cameron Bancroft - Joe Bradley (1995-1996) Blir tillsammans med Donna.
- Mark D. Espinoza - Jesse Vasquez (1993-1995) Gifter sig med Andrea och får ett barn.
- Vincent Young - Noah Hunter (1997-2000) Blir tillsammans med Donna. Kommer från en förmögen familj.
- Hilary Swank - Carly Renolds (1997) Har en son, Zach. Blir tillsammans med Steve.
- Lindsay Price - Janet Sosna (1997-2000) Börjar jobba på Brandons och Steves tidning under säsong 8. Blir tillsammans och gifter sig med Steve och de får ett barn ihop.
- Daniel Cosgrove - Matt Durning (1998-2000) Är advokat och blir tillsammans med Kelly.
- Vanessa Marcil - Gina Kancid (1998-2000) Blir tillsammans med Dylan. Gina är även Donnas halvsyster fast de först tror att de är kusiner.
- Ruth Livier - Joy Taylor (1996-1997) Kellys syster.
- Jason Wiles - Colin Robbins (1995-1996) Han är ett komplicerat fall. Var tillsammans med både Kelly och Valerie. Tog droger och fick stora problem.
- Ann Gillespie - Jackie Taylor (1990-2000) Kellys mamma.

## DVD
Utgivna säsonger
| Dvd-namn       | Avsnitt | USA              | Sverige           | Extramaterial (på de amerikanska utgåvorna) |
| -------------- | ------- | ---------------- | ----------------- | --- |
| Hela säsong 1  | 21      | 7 november 2006  | 15 november 2006  | "Beginnings With Darren Star" "Meet the Class of West Beverly High" "90210 Behind the Scenes" "Looking Back: Season One - The Recap" Darren Star audio commentaries. |
| Hela säsong 2  | 28      | 1 maj 2007       | 27 juni 2007      | "Our Favourite Valentine" "Everything You Need to Know About Beverly Hills, 90210 Season 2" "Meet the Walshes"                                                       |
| Hela säsong 3  | 30      | 11 december 2007 | 28 november 2007  | "7 Minutes in Heaven" "The World According to Nat" "Everything You Need to Know About Beverly Hills, 90210 Season 3" Episode guides (menu-based).                    |
| Hela säsong 4  | 32      | 29 april 2008    | 28 maj 2008       | |
| Hela säsong 5  | 31      | 29 juli 2008     | 22 oktober 2008   | |
| Hela säsong 6  | 32      | 25 november 2008 | 29 april 2009     | |
| Hela säsong 7  | 31      | 7 april 2009     | 21 oktober 2009   | |
| Hela säsong 8  | 30      | 24 november 2009 | 25 november 2009  | |
| Hela säsong 9  | 28      | 2 februari 2010  | 24 mars 2010      | |
| Hela säsong 10 | 27      | 2 november 2010  | 29 september 2010 | |

### Fotnoter
1. 1 2  hämtat från: ryskspråkiga Wikipedia.[källa från Wikidata]
2. ↑  TV REVIEW : Fox's 'Beverly Hills, 90210': ZIP Code for Cliches (på engelska), Los Angeles Times, 4 oktober 1990, läs online.[källa från Wikidata]